# 大赖德
大赖德（德語：Groß Rheide）是德国石勒苏益格－荷尔斯泰因州的一个市镇。总面积15.37平方公里，总人口927人，其中男性462人，女性465人（2011年12月31日），人口密度60人/平方公里。